# 馬格努斯·瓦薩
馬格努斯·瓦薩（瑞典語：Magnus Vasa，1542年7月25日—1595年6月26日），東約特蘭公爵，瑞典國王古斯塔夫一世的第三子。